# Piedimulera
Piedimulera (piemontiul: Pedmelera) település Olaszországban. Lakosainak száma 1459 fő (2023. január 1.). Piedimulera Pallanzeno, Seppiana, Calasca-Castiglione, Pieve Vergonte és Vogogna községekkel határos.

## Népesség
A település népességének változása:
| Lakosok száma | 1528 | 1539 | 1459 |
|               | 2017 | 2018 | 2023 |